# Samuel Levine
Samuel „Red” Levine (n. 1903, Toledo, Ohio, SUA – d. secolul al XX-lea, New York City, New York, SUA) fost un gangster evreu cunoscut drept lider al bandei de asasini care opera la ordinele lui Lucky Luciano.

## Biografie
Levine s-a născut în Toledo, Ohio și a copilărit în cartierul Lower East Side⁠(d) din Manhattan, New York. A început să lucreze pe un camion care transporta gheață la vârsta de 8 ani, iar la vârsta de 15 ani s-a înrolat în Marina SUA după ce a mințit că este major. Levine susține că era implicat constant în conflicte fizice din cauza părului roșcat și a faptului că era evreu. Într-un final, a abandonat nava în Panama și s-a reîntors la New York.

### Cariera criminală
Levine a fost membru al cunoscutului grup Murder, Inc.; se consideră că a luat parte alături de locotenentul lui Dutch Schultz, Abraham „Bo” Weinberg⁠(d), la asasinarea lui Joe Masseria în 1931, iar mai târziu alături de Joe Adonis, Albert „Mad Hatter” Anastasia și Benny „Bugsy” Siegel la cea a lui Salvatore Maranzano. Deghizați în polițiști, au intrat în biroul său aflat la etajul 9 al clădirii Helmsley⁠(d), au dezarmat gardienii, iar apoi l-au împușcat și înjunghiat pe Maranzano.
Levine a avut un conflict de durată cu asasinul Murder, Inc. Charles „The Bug” Workman. Acesta era deranjat de faptul că lacomul Workman prelua majoritatea ordinelor de eliminare care ar fi trebui să ajungă la el. În mărturiile sale din tribunal, Abe Reles își amintea că Levine s-a plâns la un moment dat că „de fiecare dată când am un contract, Charlie este cel care îl execută”.
Un portret rar al lui Levine din perioada în care activa ca asasin pentru Murder, Inc. apare în cartea New York City Gangland. Nu se cunosc informații despre situația sa în perioada în care majoritatea membrilor grupului erau arestați și condamnați la finalul anului 1940. Pur și simplu s-a făcut nevăzut  și nu s-a mai auzit de el.
Un scurt articol publicat în The New York Times pe 22 decembrie 2009 menționează câteva indicii despre locul în care s-ar fi ascuns acesta după 1940. Conform lui Sanford L. Smith, fiul proprietarului Casei funerare Zion aflată la intersecția străzilor Canal și Ludlow din cartierul Low East Side din Manhattan, Levine a fost angajatul lor până spre finalul anului 1965 sau 1966. „Red [Levine] a fost unul dintre puținii membri ai Murder, Inc. care nu au fost uciși sau încarcerați. Era angajatul nostru. Trebuia să aibă un venit legal. Red primea un cec în valoare de 200 de dolari în fiecare săptămână” declara Smith pentru The New York Times.
Mai multe informații despre viața lui Levine au apărut într-un articol din 6 martie 2001 publicat de ziarul The Village Voice⁠(d). Acesta ar fi fost angajat al Sindicatului furnizorilor de ziare și al poștașilor⁠(d) până în anii 1970 când avea deja mai mult de 70 de ani: „Înființat la începutul anilor 1900, Sindicatul furnizorilor de ziare și al poștașilor era formată din irlandezi, italieni și evrei, reprezentând grupurile etnice majore ale orașului. Până în 1970, criminalii evrei au jucat un rol important în sindicat. Despre unul dintre ei, Red Levine, se spunea că ar fi fost unul dintre asasinii care l-au ucis pe Salvatore Maranzano, gangsterul care a contribuit la înființarea unei Cosa Nostra americane. Oamenii legii, angajații seniori ai sindicatului și asociații săi au declarat că Levine le-a permis celor cinci familii ale mafiei să utilizeze afacerea”.
În ultimii ani, Levine și-ar fi petrecut timpul în cartierul Mica Italie, frecventând clubul social Knotty Pine operat de Peter DeFeo⁠(d), capo al familie Genovese, și clubul Raven Knights, cunoscut mai târziu sub numele de „Ravenite”. 